# Daniel Bohan
Daniel Joseph Bohan (ur. 8 listopada 1941 w Yarmouth; zm. 15 stycznia 2016 w Regina) – kanadyjski duchowny katolicki, arcybiskup Reginy w latach 2005-2016.

## Życiorys
Święcenia kapłańskie otrzymał 13 maja 1967 i inkardynowany został do archidiecezji Moncton. Pracował przede wszystkim w duszpasterstwie parafialnym, był także wikariuszem biskupim dla wiernych anglojęzycznych (2000-2003).
14 maja 2003 otrzymał nominację na biskupa pomocniczego Toronto ze stolicą tytularną Migirpa. Sakry biskupiej udzielił mu 3 lipca 2003 kard. Aloysius Ambrozic.
30 marca 2005 papież Jan Paweł II mianował go arcybiskupem Reginy w prowincji Saskatchewan.
Zmarł 15 stycznia 2016 w szpitalu w Reginie.